# 基和皮尔

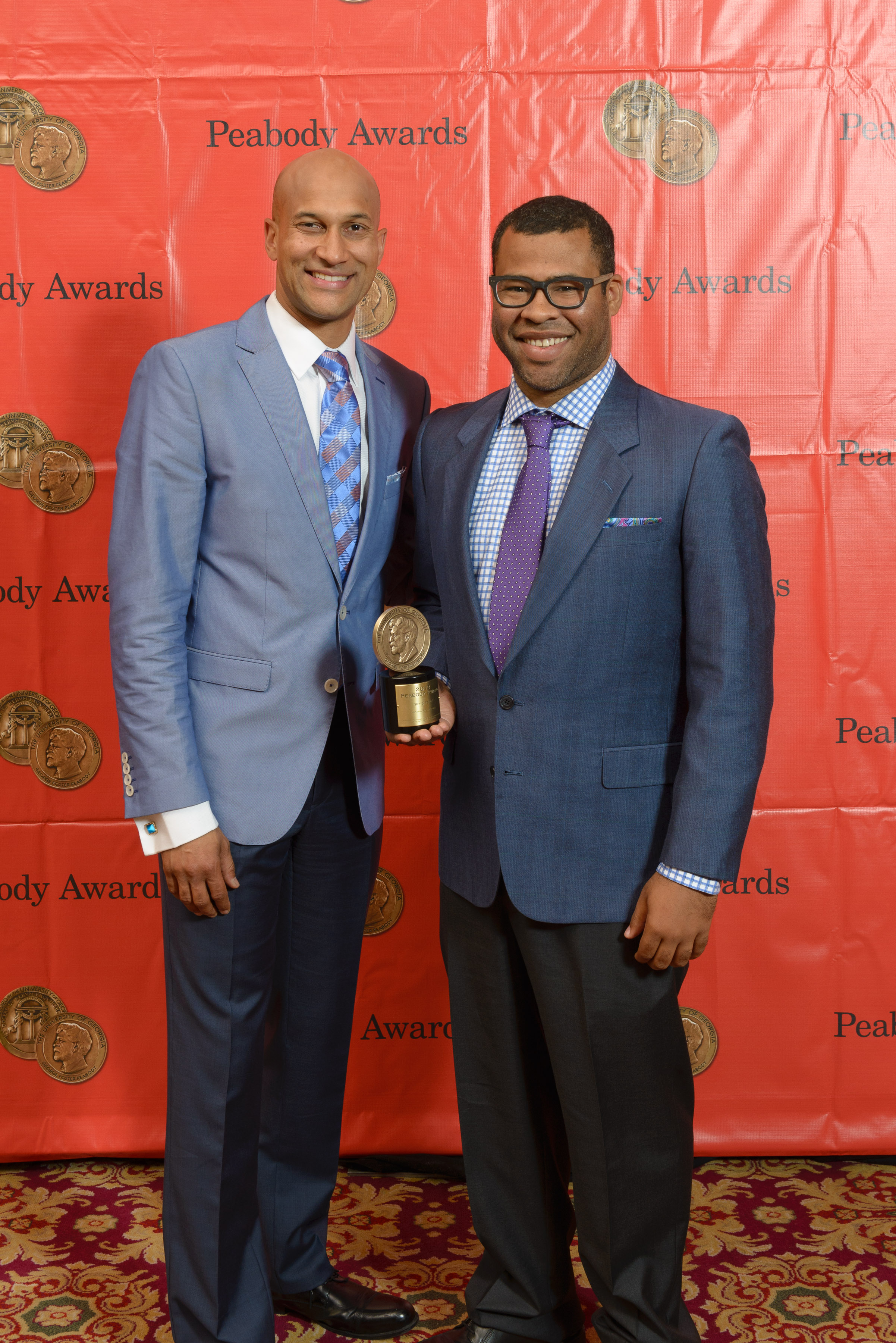
在2014年出席皮博迪奖时的基根-迈克尔·奇（左）和乔丹·皮尔（右）

《基和皮尔》（英語：Key & Peele），中國网友又称《黑人兄弟》，是由基根-迈克尔·奇与乔丹·皮尔合作的系列电视喜剧小品，在美国喜剧中心频道播出。《基和皮尔》在2012年1月31日首播，并于2015年9月9日完结，共播出5季，总共53集和1部特别篇。在2014年的皮博迪奖上获得最佳娱乐节目奖。